# Charaxes fournierae
Charaxes fournierae är en fjärilsart som beskrevs av Le Cerf 1930. Charaxes fournierae ingår i släktet Charaxes och familjen praktfjärilar. Inga underarter finns listade i Catalogue of Life.